# Alfred Lacroix
Pour les articles homonymes, voir Lacroix.
Antoine François Alfred Lacroix, né le 4 février 1863 à Mâcon (Saône-et-Loire) et mort le 16 mars 1948 à Paris, est un minéralogiste, pétrographe et géologue, volcanologue français, professeur au Muséum national d'histoire naturelle et membre du Collège de France. Il fut secrétaire perpétuel de l'Académie des sciences pendant 34 ans.
Ce chercheur scientifique a marqué la minéralogie française. L'espèce minérale naturelle de fluorophosphate d'aluminium et de sodium monoclinique, de formule chimique NaAl(PO4)F a été dénommée en 1914 par František Slavik, la lacroixite en son honneur.

## Biographie
Issu d'une famille de pharmaciens et de médecins, il s'intéresse dès le lycée à la minéralogie à travers les manuels de René Just Haüy, Pisani et Dufrénoy. Selon son propre témoignage, il a été dès sa prime enfance initié par son grand-père, collectionneur féru de minéraux et minéralogiste amateur, fin connaisseur des ressources minérales et géologiques du département du Rhône et du département de Saône-et-Loire, en particulier du Beaujolais natal.
À 18 ans, il est accepté comme membre de la Société de minéralogie de France. Après un stage de pharmacie (1881-1883), pendant lequel il continue à étudier la minéralogie, il entre à l'école de pharmacie de Paris. Les échantillons de minéraux qu'il offre au service d'Alfred Des Cloizeaux lui ouvrent les portes de son laboratoire. Dans le même temps, il assiste au cours de Ferdinand Fouqué, professeur de pétrographie au Collège de France, et s'initie aux méthodes de microscopie utilisées en minéralogie. Il suit aussi les cours de Charles Friedel à la Sorbonne et de François Ernest Mallard à l'École des mines. Pendant l'été 1884, il effectue un voyage d'études en Écosse et, l'année suivante, en Norvège et en Suède. En 1887, il visite l'Italie du Nord, la Sardaigne et l'île d'Elbe. Les échantillons qu'il rapporte s'ajoutent aux collections du Muséum et du Collège de France. C'est à cette époque qu'il reçoit son diplôme de pharmacien de 1re classe. Mais il décide de se consacrer à la minéralogie.
Il devient docteur ès sciences en 1889 après avoir travaillé deux années comme préparateur au Collège de France. Il voyage au Canada, en Italie, en Allemagne. Il succède à Des Cloizeaux au Muséum national d'histoire naturelle. Son travail permet à ce département de minéralogie de devenir un centre de recherche de premier plan. Chargé du service de la carte géologie des Pyrénées, il y découvre la spécificité des minéraux des principales roches de surface en parcourant la montagne. Il décide de mieux présenter les minéraux silicates et titanates des roches éruptives, avant d'entreprendre une Minéralogie de la France volontairement la plus exhaustive, éditée à partir de 1892, avec l'aide et l'appui discret de quelques dizaines de scientifiques français, conscients du retard colossal de la science française depuis la fin des années 1840. Dans cet opus de longue haleine, le minéralogiste veut exposer la façon dont il comprend l'étude des minéraux, tout en commençant un bilan des recherches minéralogiques du sol.
Son intérêt pour la minéralogie issue du volcanisme et sa nomination à diverses commissions scientifiques d'observation volcanique, se déplaçant sur les sites pour comprendre les mécanismes et les formations minérales, le pousse à voyager. Il visite l'île volcanique de Théra dans l'archipel de Santorin et participe à une mission officielle à la Martinique après l'éruption de la montagne Pelée en 1902.
En 1904, il est élu membre de l'Académie des sciences, dont il devient le secrétaire perpétuel pour les sciences physiques en 1914, charge qu'il occupe pendant 34 ans. En 1906, il assiste à une éruption du Vésuve et en 1908 à celle de l'Etna. La Société géologique de Londres lui décerne la médaille Wollaston en 1917. Le rythme de ces voyages diminue, bien qu'il visite encore l'Italie (1924), l'Espagne (1926) et représente la France au congrès pan-pacifique de Tokyo en 1926. En 1936, il cesse d'enseigner, mais continue à faire de la recherche et soutient des explorateurs comme les spéléologues Norbert Casteret, Alfred Chappuis ou Émile Racovitza qui lui envoient des échantillons. Après la mort de sa femme en 1944, il continue de s'investir dans son laboratoire et s'y rend à pied une dernière fois, quatre jours avant sa mort survenue le 16 mars 1948, pour faire le tour des vitrines de sa collection pétrographique.
Son testament comporte une ultime volonté témoignant de sa grande modestie : « Je rappelle que je veux être inhumé sans cérémonie d'aucune sorte, en présence des miens seulement. Cela ne veut pas dire que je suis indifférent vis-à-vis de mes confrères, élèves et amis, mais je n'attache que peu de prix aux manifestations extérieures. Je leur demande seulement de me consacrer une petite place dans leur souvenir, ce qui peut se faire sans quitter son travail et sa vie normale ». Alfred Lacroix a été inhumé le 18 mars 1948 dans le caveau familial qui ne comporte aucune inscription nominative, au cimetière du Montparnasse (3e division, concession 871 P 1827).

## Postérité
Lors de l'expédition BANZARE de 1931, l'explorateur polaire australo-britannique Douglas Mawson a donné le nom d'Alfred Lacroix à un nunatak de terre Adélie, situé à proximité du futur emplacement de Port-Martin, première base antarctique française. À une altitude de 88 m, le nunatak Lacroix (en) domine la région du Cap Margerie (en).  

## Études et publications
Ses études sont à l'origine de l'explication de la formation des dômes volcaniques et des nuées ardentes. Parmi ses principales publications se trouvent la Minéralogie de la France (et de ses colonies) (1893-1898-1904-1910-rééditions posthumes), La Montagne Pelée et ses éruptions (1904), la Minéralogie de Madagascar (1921).

## Espèces décrites en minéralogie
- algarvite
- ampasiménite
- amphibololite
- anabohitsite
- ankaramite
- ankaratrite
- antsohite
- argéinite
- ariégite
- avézacite
- bérondrite
- bétafite
- bityite
- braccianite
- campanite
- cobaltoadamite
- cocite
- dacitoïde
- dellénitoïde
- diopsidite
- dissogénite
- doréite
- étindite
- fasibitikite (synonyme de rockallite)
- fasinite
- ferropicotite : variété ferrifère de spinelle
- finandranite
- florinite
- fornacite
- fouquéite (synonyme de clinozoïsite)
- gaussbergite
- georgiadésite
- gonnardite
- grandidiérite
- hakutoïte
- itsindrite
- ivoirite
- jerseyite
- kajanite
- kassaïte
- kémahlite
- kivite
- lherzite
- lindinosite
- luscladite
- lusitanite
- mafraïte
- manandonite
- mandchourite
- mareugite
- mascareignite
- melfite
- mélilitite
- mélilitolite
- michel-lévyte (synonyme de barytine)
- microtinite
- mikénite
- monzogranite
- morinite
- murite
- némite
- niligongite
- océanite
- ordanchite
- ordosite
- ottajanite
- ouénite
- palmiérite
- pegmatitoïde
- phonolitoïde
- plagioclasolite
- planchéite
- pollénite
- pseudo-boléite
- puglianite
- pyroxénolite
- rhyolitoïde
- rosiéréite
- sakalavite
- sancyite
- scanoïte
- sébastianite
- sérandite
- seyrigite : variété de scheelite
- sommaïte
- soumansite : appellation de la wardite discréditée après la description de cette dernière en 1896
- tahitite
- tamaraïte
- topsaïlite
- vésuvite
- villiaumite

### Ouvrages d'Alfred Lacroix
- Alfred Lacroix et Georges Daressy, Dolomieu en Égypte : 30 juin 1798-10 mars 1799, Le Caire, Impr. de l’Institut français d'archéologie orientale, coll. « Mémoires présentés à l’Institut d’Égypte » (no 3), 1922, VIII-140 p., in-4°. — Contient cinq études de Dolomieu (tardivement retrouvées) replacées dans leur contexte historique et commentées : 1° Recueil de notes sur Alexandrie et sa région ; 2° Étude sur la constitution du sol d’Alexandrie ; 3° Recherches sur la cause de la destruction naturelle des monuments d’Alexandrie ; 4° Notice sur l’agriculture de la Basse-Égypte ; 5° Rapport sur le nilomètre de l’île de Rodah.
- Alfred Lacroix, La Montagne Pelée et ses éruptions, vol. 2, Monaco, Cercle européen d'édition, 1975, 662 p. (OCLC 61549644)
- Alfred Lacroix, Minéralogie de la France et de ses anciens territoires d'Outremer, description physique et chimique des minéraux, étude des conditions géologiques et de leurs gisements, en 6 volumes, Librairie du Muséum, Paris, 1977, réédition de l'ouvrage initié à Paris en 1892 pour le premier tome, en 1898 pour le second, en 1901 pour le troisième et conclu partiellement en 1910 pour le quatrième tome.  (ISBN 2-902-433-01-8).

L'ensemble comprend :
- Tome 1 de 723 pages sur les silicates et titanates,
- Tome 2 de 804 pages sur la suite des silicates et titanates avec les métasilicates et fedspaths, les éléments natifs, les sulfures et les sels haloïdes,
- Tome 3 de 814 pages sur les oxydes, hydroxydes, nitrates et carbonates, plombates et manganates
- Tome 4 de 920 pages sur la suite du manganates et plombates, les sulfates, les borates, les aluminates et chromates, les vanadates, molybdates et phosphates, les arséniates et antimoniates, les niobates et tantalates, les composés organiques, suivis de quelques suppléments ou corrections.
- Deux tomes de suppléments et d'index divers.

Il faut aussi signaler un autre ouvrage fondateur de la minéralogie malgache.
- Alfred Lacroix, Minéralogie de Madagascar, vol. 2, Paris, Muséum d'histoire naturelle, 1920-1921